# راندي بلامر
راندي بلامر هو لاعب بوكر وشخصية أعمال كندي، ولد في 21 أكتوبر 1958.